# 종합경제
종합경제(綜合經濟, joint economy)는 다수의 개별경제가 상호 밀접한 관계를 맺음으로써 성립하는 총체로서의 경제조직을 말한다. 이와 같은 종합경제는 다수의 기업과 가계가 재화 및 용역의 생산, 소비, 교환 등 경제 활동을 통하여 서로 결부함으로써 성립한다. 실제로 이와 같은 관계가 성립하는 것은 한 나라의 국민의 범위 안에서 이루어지므로 종합경제는 국민경제로서의 특징을 나타내는 것이다.